# Chané Magallanes
Chané Magallanes ist eine Ortschaft im Departamento Santa Cruz im südamerikanischen Anden-Staat Bolivien.

## Lage im Nahraum
Chané Magallanes ist drittgrößte Ortschaft des Municipios Fernández Alonso in der Provinz Obispo Santistevan. Die Ortschaft liegt auf einer Höhe von 235 m im Feuchtgebiet zwischen den Flüssen Río Piraí und Río Grande am Río Chané. Das Municipio Fernández Alonso mit etwa 13.000 Einwohnern ist Kolonisationsgebiet und wird intensiv landwirtschaftlich genutzt.

## Geographie
Chané Magallanes liegt im tropischen Feuchtklima vor dem Ostrand der Anden-Gebirgskette der Cordillera Oriental. Die Region ist erst in den letzten Jahrzehnten erschlossen worden und war vor der Kolonisierung von tropischem Monsunwald bedeckt, ist heute aber größtenteils Kulturland.
Die mittlere Durchschnittstemperatur der Region liegt bei knapp 25 °C (siehe Klimadiagramm San Pedro), die Monatswerte schwanken zwischen 21 °C im Juni/Juli und 26 bis 27 °C von Oktober bis März. Der Jahresniederschlag beträgt fast 1500 mm, die Monatsniederschläge sind ergiebig und liegen zwischen 50 mm im Juli und 250 mm im Januar.

## Verkehrsnetz
Chané Magallanes liegt 117 Straßenkilometer entfernt von Santa Cruz, der Hauptstadt des Departamentos.
Vom Zentrum von Santa Cruz aus führt die asphaltierte Nationalstraße Ruta 4 über 57 Kilometer in nördlicher Richtung bis Montero, von dort führt eine regionale Landstraße weiter nach Norden über 58 Kilometer über General Saavedra, Mineros und Fernández Alonso nach Chané Independencia und Chané Magallanes und weiter nach San Pedro und Hardeman.

## Bevölkerung
Die Einwohnerzahl der Ortschaft war in den vergangenen beiden Jahrzehnten gewissen Schwankungen unterworfen:
| Jahr | Einwohner | Quelle       |
| ---- | --------- | ------------ |
| 1992 | 689       | Volkszählung |
| 2001 | 817       | Volkszählung |
| 2012 | 686       | Volkszählung |
| 2024 |           | Volkszählung |

Aufgrund der seit den 1960er Jahren durch die Politik geförderten Zuwanderung indigener Bevölkerung aus dem Altiplano weist die Region einen nicht unerheblichen Anteil an Quechua-Bevölkerung auf, im Municipio Fernández Alonso sprechen 52,0 % der Bevölkerung Quechua.